# Катунь 24
«Катунь 24» — круглосуточный информационный телеканал в Алтайском крае, учреждённый администрацией региона. Специализируется на освещении краевой тематики, а также тематике СФО и России. Является сетевым партнёром телеканала ОТР (Ежедневно с 06:00 до 09:00 и с 17:00 до 19:00).
Редакция телеканала находится в Барнауле. В крупных городах и райцентрах Алтайского края расположены корпункты с собственными корреспондентами. Входит в структуру издательского дома «Регион».

## История
К середине 2000-х годов произошло сужение местного телепространства из-за уменьшения времени вещания ВГТРК, а также из-за ликвидации нескольких телекомпаний, которые вещали в Барнауле и пригороде на третьей кнопке, что и побудило администрацию Алтайского края основать телеканал «Катунь 24».
1 мая 2009 года было запущено тестовое вещание канала «Катунь 24», где круглосуточно транслировалась заставка. Круглосуточное вещание телеканала началось 25 мая 2009 года при поддержке администрации Алтайского края и губернатора Александра Карлина.
Особенность телеканала — прямые трансляции, которые проводятся с помощью единственной в крае передвижной телевизионной станции (ПТС). Первый раз «Катунь-24» выдала в прямой эфир трансляцию домашнего футбольного матча барнаульского «Динамо», что состоялся 7 мая 2009 года. На матче работали сразу четыре камеры.
До 2011 года канал был исключительно новостным, позднее в сетке вещания появились различные художественные и документальные фильмы, телесериалы, ток-шоу, развлекательные и аналитические программы, концерты и спортивные трансляции.
В августе 2013 года директором издательского дома «Регион», в который входит телеканал «Катунь 24», была назначена журналистка ГТРК «Алтай» Ольга Пашаева. После её прихода в штате и эфирной сетке телеканала произошли перемены. Телеканал покинул главный редактор Роман Воронин, его заместитель Татьяна Звягинцева, несколько шеф-редакторов и журналистов. Утренняя развлекательная программа «Новый день», ушедшая в летний отпуск была закрыта, позднее перестали выходить программы собственного производства «Еда рядом» и «Alteрнатива».
Должность главного редактора телеканала несколько месяцев оставалась вакантной, начальником информационного вещания стал Владимир Токмаков, который ранее вёл рубрику «Печатный формат». Вместе с тем, новый директор стала инициатором появления новых программ. По субботам стала выходить развлекательная программа «Семейный совет», делать который были приглашены журналисты газеты «Алтайская правда» Сергей и Наталья Тепляковы. Кроме того, на телеканале было запущена общественно-политическая программа «Ваша партия» (ведущие — журналист Артём Кудинов и политолог Михаил Литвинов); историческая программа Анатолия Муравлёва «Неизвестный Алтай», а также еженедельная передача о моде «Стильно говоря» с Ксенией Островской. В 2013—2014 годах в эфире выходила ежедневная историческая рубрика «День в истории» с Михаилом Беднаржевским.
В июне 2014 года барнаульское брендинговое агентство Punk You Brands разработало для телеканала «Катунь 24» пакет корпоративной айдентики. У телеканала сменились логотип, телевизионные заставки программ и выпусков новостей, оформление студии, а также визуальная часть сайта.
В марте 2016 года сибирское отделение Transparency International сообщило об «осваивании бюджета» руководством телеканала «Катунь 24» с привлечением аффилированных лиц и родственников: центр антикоррупционных инициатив опубликовал большой доклад о том, как и сколько тратят власти Алтайского края на пиар-поддержку губернатора Александра Карлина.
В ноябре 2017 года телеканал вошел в число финалистов региональной премии «ТЭФИ» в номинации «Дизайн», однако главный приз не завоевали.
В 2023 году славгородский канал "Траст" начнёт вещание в Славгороде на некоторых частотах Катунь 24.

## Зона покрытия
Алтайский край:
Города — Алейск, Барнаул, Белокуриха, Бийск, Горняк, Заринск, Камень-на-Оби, Новоалтайск, Рубцовск, Яровое, Славгород (22 ТВК).
Районы: Алтайский, Благовещенский, Ельцовский, Баевский, Бийский, Бурлинский, Быстроистокский, Волчихинский, Завьяловский, Залесовский, Заринский, Змеиногорский, Каменский, Ключевской, Косихинский, Красногорский, Краснощековский, Кулундинский, Курьинский, Кытмановский, Мамонтовский, Михайловский, Новичихинский, Павловский, Панкрушихинский, Поспелихинский, Ребрихинский, Рубцовский, Славгородский, Солонешенский, Солтонский, Тогульский, Третьяковский, Тюменцевский, Угловский, Усть-Чарышский, Хабарский, Целинный, Чарышский, Шелаболихинский, Шипуновский.
Особенность телеканала — прямые трансляции, которые проводятся с помощью единственной в Алтайском крае передвижной телевизионной станции (ПТС). Первая прямая трансляция телеканала «Катунь-24» состоялась 7 мая 2009 года — это была трансляция домашнего футбольного матча барнаульской команды «Динамо». На трансляции работали сразу четыре камеры.

Передвижная телестудия телеканала "Катунь 24" на площади Советов, Барнаул. Подготовка к прямой трансляции парада 9 мая 2013 года
Оператор телеканала "Катунь 24", Антон Червяков, за работой
Корреспондент Дарья Масалова перед прямым включением
Оператор телеканала "Катунь 24", Андрей Леонтьев, во время прямой трансляции

## Программы
Вещание телеканала — состоит из приобретенного контента и собственного. Программы собственного производства делятся на информационные и тематические. В информационном блоке выходят шесть оригинальных выпусков новостей в сутки в будние дни, а также итоговая новостная программа по субботам. Выпуски новостей, выходящие в прайм-тайм, субтитруются.
До 2011 года телеканал был исключительно новостным, позднее в сетке вещания появились различные художественные и документальные фильмы, телесериалы, ток-шоу, развлекательные и аналитические программы, концерты.
Особенностью телеканала являются выпуски новостей, информирующие население о региональной повестке и наиболее актуальных событиях, происходящих в Алтайском крае. В разное время ведущими были: Ольга Штополь, Ирина Тумбарцева, Николай Тихонов, Елена Лопатина, Ксения Шубина, Дарья Масалова, Андрей Захаров, Антон Киселенко, Дарья Шадрина, Мария Корчевая, Павел Корнеев, Владимир Токмаков.
На начало 2015 года редакция телеканала «Катунь 24» создает более 30 собственных телепрограмм.
| Название                           | Ведущие                                              | Описание |
| ---------------------------------- | ---------------------------------------------------- | --- |
| Новости                            | Егор Мотаев, Анна Москаленко, Глеб Полянский (Редко) | Самый свежий новости в Барнауле и Алтайском Крае. |
| Интервью дня                       | Владимир Токмаков, Илья Соболев и Глеб Полянский     | Интервью с известными персонами политики, культуры, искусства на общественно-значимые темы. |
| День в истории                     | Елена Заздравных                                     | Ретроспектива дня в истории города и края. |
| Музейная редкость                  | Олег Штыров                                          | Экспонаты музейных коллекций Алтайского края. |
| Войны                              | Анастасия Дараган                                    | Специальный проект к 9 Мая — биографии алтайских ветеранов ВОВ. |
| Оперативный штаб                   | Елена Лопатина                                       | Обзор криминальных происшествий за неделю. |
| Спортивный клуб                    | Дмитрий Гладких                                      | Программа о рекордах, победах и поражениях алтайских спортсменов. |
| Правила жизни                      | Андрей Захаров                                       | Авторская рубрика-зарисовка Андрея Захарова о тех, кто живет рядом с нами. |
| Бизнес Фьюжн                       | Юлия Апполонова                                      | Программа о том, как делать эффективный маркетинг (полезные советы, простые и действенные рекомендации успешных компаний).                                                                                        |
| Один день с                        | Дарья Масалова                                       | Каждую неделю у телезрителей есть возможность вместе с автором и ведущей программы «Один день с…» Дарьей Масаловой провести день с интересным человеком, представителем редкой профессии или известной личностью. |
| Дачный клуб                        | Инна Целовальникова                                  | Программа о даче, садоводах, их успехах и проблемах. |
| Ваша партия                        | Артем Кудинов                                        | Общественно-политическая программа. Каждую неделю ведущий Артем Кудинов и его гости — эксперты обсуждают за «круглым столом» тему, вызвавшую общественный резонанс.                                               |
| Здесь была Маша                    | Мария Корчевая                                       | Телепроект о путешествиях по Алтайскому краю. |
| Медиалог                           | Владимир Токмаков, Николай Тихонов                   | Информационно-аналитическая программа. Губернатор А. Б. Карлин отвечает на вопросы журналистов СМИ города и края.                                                                                                 |
| Встречи с губернатором             | Ольга Пашаева                                        | Информационно-аналитическая программа. Губернатор А. Б. Карлин подводит итоги работы краевых властей за месяц. |
| Акценты с Лоором                   | Анна Якушева                                         | Информационно-аналитическая программа. Председатель краевого заксобрания И. И. Лоор подводит итоги работы сессии АКЗС за месяц.                                                                                   |
| Край в лицах                       | Анатолий Корчуганов                                  | Краеведческая программа о людях, создающих культурно-историческую среду города и края. |
| Неизвестный Алтай                  | Анатолий Муравлев                                    | Краеведческая программа. |
| Новости. Итоги                     | Николай Тихонов, Ирина Тумбарцева, Владимир Токмаков | Наиболее заметные и важные события, произошедшие за текущую неделю в городе и крае. |
| Время культуры                     | Анастасия Романова                                   | Обзор культурных событий за неделю. |
| Хлебный край                       | Римма Минина                                         | Программа о достижениях агропромышленного комплекса Алтайского края. |
| Охота и рыбалка. Алтайский дневник | Вячеслав Киричук                                     | Программа об интересном и увлекательном мире охоты и рыбалки в Алтайском крае. |
| Новое Утро                         | Егор Мотаев и Дарья Вялкова                          | |
| Дело в шляпе                       | Дарья Кудрявцева                                     | Юмористическая программа - комедия о трудовых буднях молодых девушек-журналисток. |
| Ваш вопрос                         | Ольга Штополь                                        | Программа, в которой обсуждаются темы, вызывающие общественный резонанс. Специалисты разных сфер деятельности в прямом эфире отвечают на вопросы телезрителей.                                                    |

## Вещание
Согласно лицензии на осуществление телевизионного вещания (ТВ № 21913 от 21.07.2014) общий объем собственных программ в неделю составляет — 168 часов:
- 64 % — информационный контент (новости и программы собственного производства);
- 35 % — тематический и покупной контент;
- 1 % — аналитический контент собственного производства.

Распространение сигнала телеканала происходит четырьмя основными способами:
- Региональное врезки на 9 кнопке с ОТР (Ежедневно с 06:00 до 09:00 и с 17:00 до 19:00)
- кабельные сети;
- спутниковое вещание (в пакетах Телекарта и Триколор);
- интернет-вещание (www.katun24.ru).

## Учредители и редакция

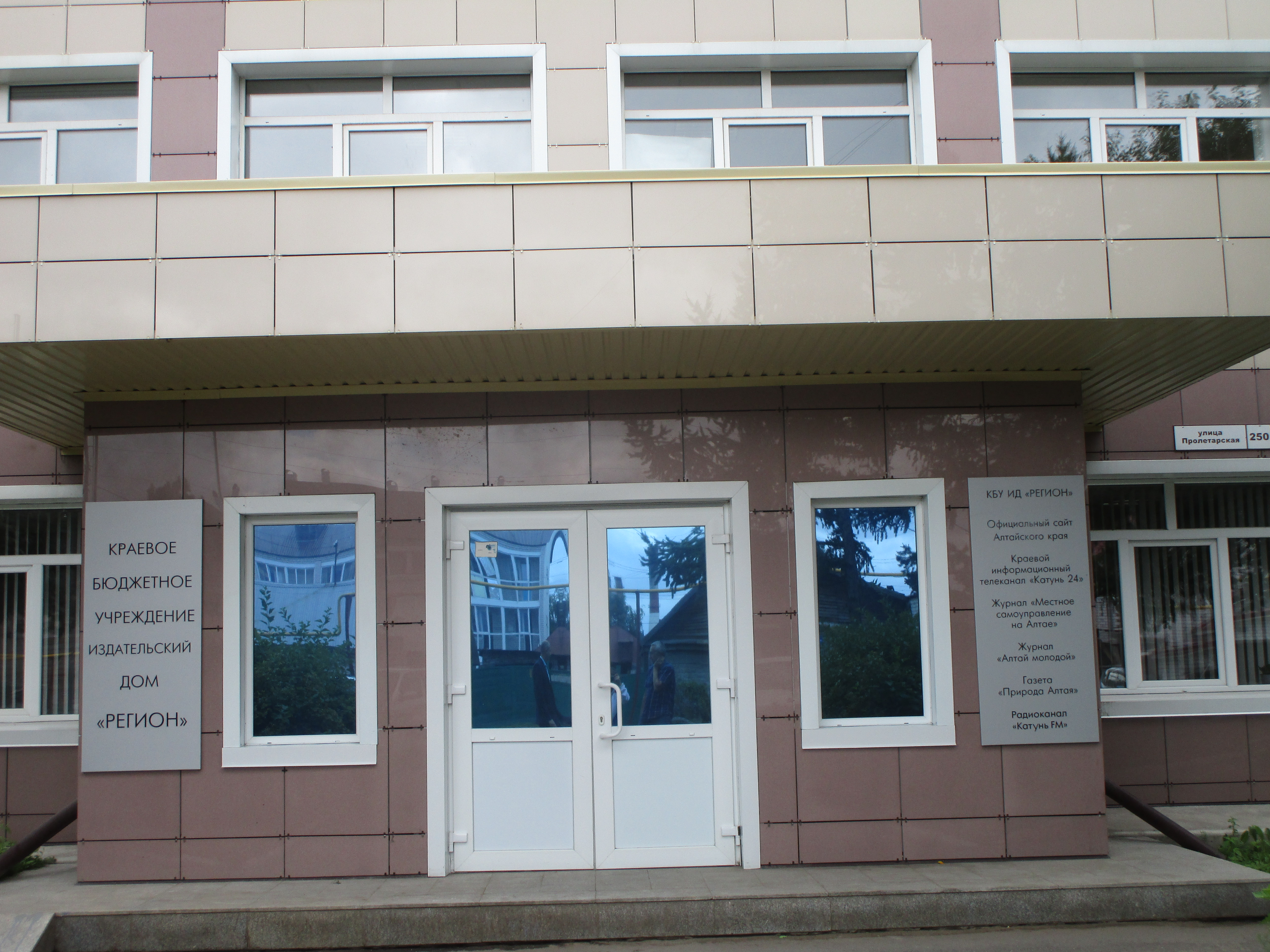
Вход в здание редакции телеканала (КБУ ИД РЕГИОН)

Учредитель — Управление по печати и информации администрации Алтайского края.
В августе 2013 года директором ИД «Регион» назначена Ольга Пашаева. С этого момента команда телеканала почти полностью обновилась 2 раза: в 2013 году, когда ушла часть сотрудников, работавших с момента основания канала, и к 2017 году, когда уволились ряд ведущих специалистов технических отделов, информационной службы и ведущие. Должность главного редактора занимали: Наталья Сычёва, Оксана Кравчук. С осени 2015 главный редактор — Максим Милосердов. Осенью 2017 года и. о. главного редактора стала Ольга Штополь, с зимы 2018 Максим Милосердов.